# بی‌ام‌و آر ناین‌تی
بی‌ام‌و-آر.ناین.تی (انگلیسی: BMW R nineT) یک موتورسیکلت خیابانی آلمانی که از سال ۲۰۱۴ توسط کمپانی ب‌ام‌و موتوراد ساخته شده است. این یک رودستر سبک یکپارچه‌سازی با سیستم عامل است که توسط بی‌ام‌و برای سازندگان سفارشی و علاقه مندان به عنوان «موتورسیکلت کاستوم» به بازار عرضه شده است.
تمامی مدل‌ها دارای سیستم ترمز ضد قفل (ABS) هستند. کنترل پایداری خودکار (ASC) به عنوان یک گزینه موجود است. همه مدل‌ها دارای یک انجین ۱۱۷۰ سی‌سی با روغن خنک‌شونده با هوا/روغن هستند که دارای منیفولد ورودی در عقب سیلندرها و اگزوز در جلو می‌باشد.

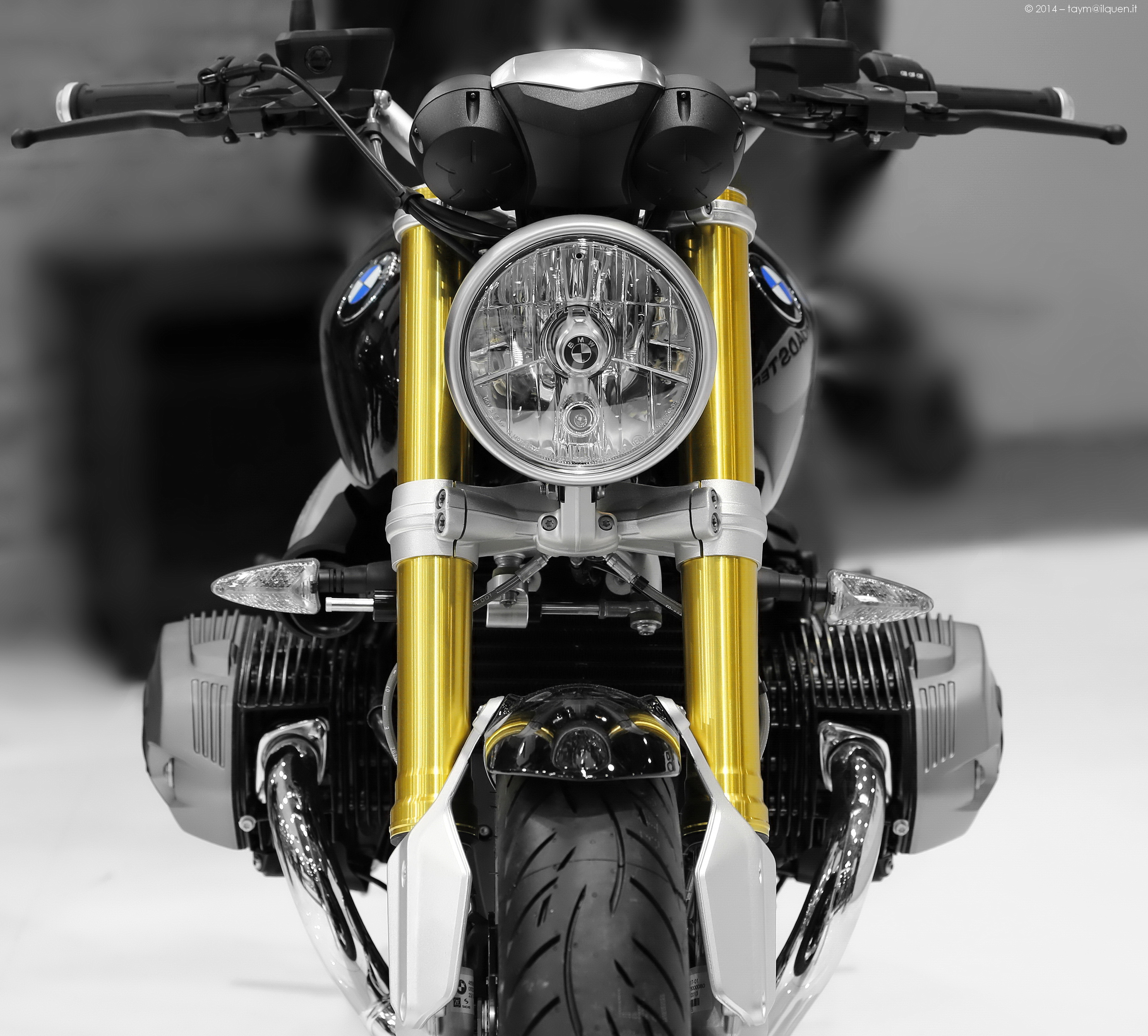
سیلندرهای دوقلوی افقی

## نگارخانه
|  |  |  |  |